# Рябець Аталія
Рябець Аталія (Melitaea athalia) — вид денних метеликів родини сонцевиків (Nymphalidae).

## Етимологія
Вид названо на честь біблійного персонажа юдейську царицю Аталію — мати царя Ахазії, яка після його смерті проголосила себе царицею всупереч звичаям царських династій Близького Сходу.

## Поширення
Вид поширений в Європі та Північній Азії від Португалії та Великої Британії до Японії.

## Опис
Розмах крил 39-47 мм. Верхня сторона крил чорно-коричнева з червоно-жовтими плямами. На задніх крилах 3 повних ряди плям на відміну від крил схожого виду Melitaea diamina, у якого їх тільки 2. Низ крил жовто-коричневий, на задніх крилах світло-жовта серединна перев'язь. Забарвлення і малюнок досить мінливі. Наприклад, в горах зустрічаються метелики з однотонним, темним низом крил.

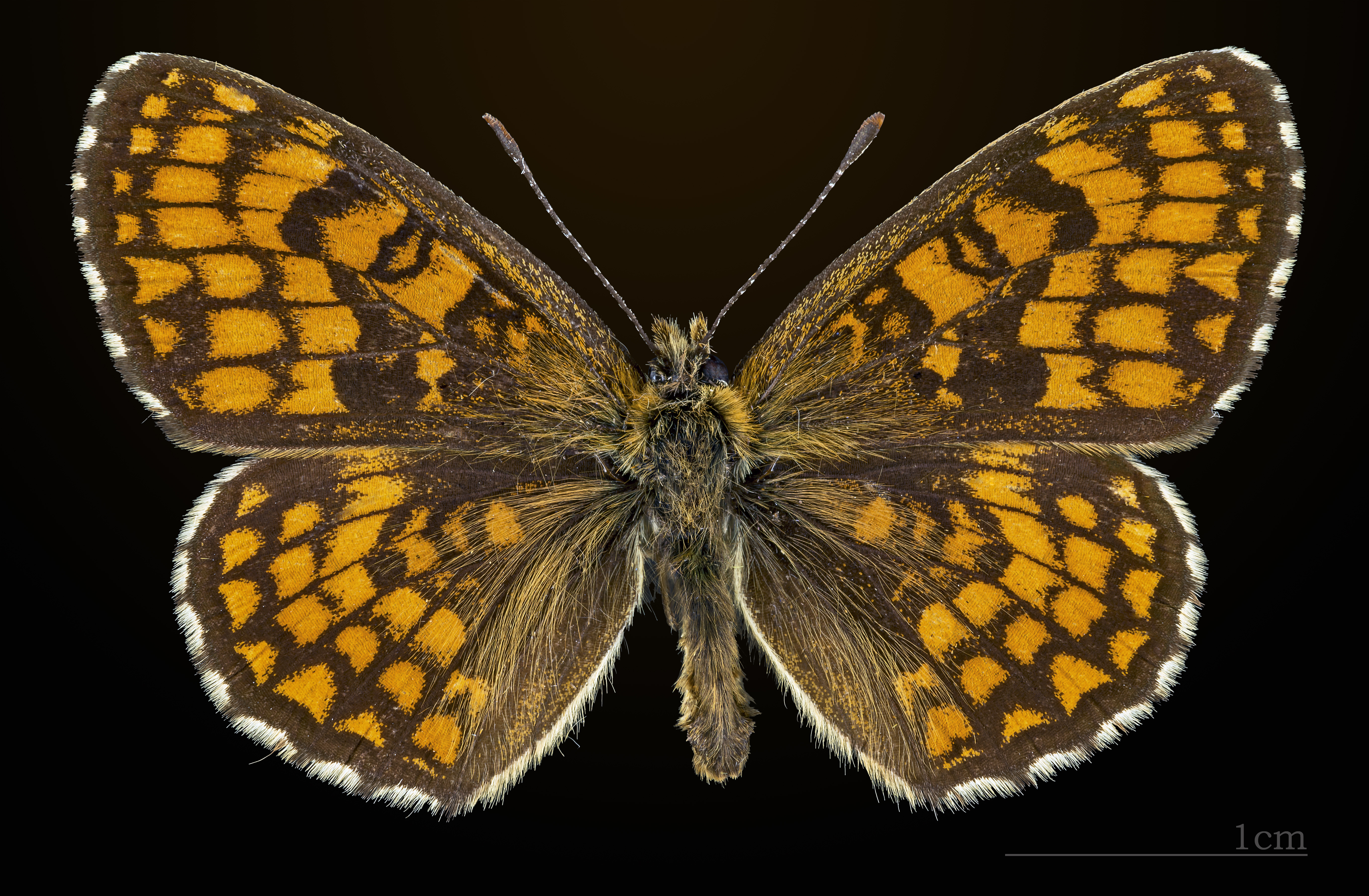
Самець, дорсальна (верхня) сторона
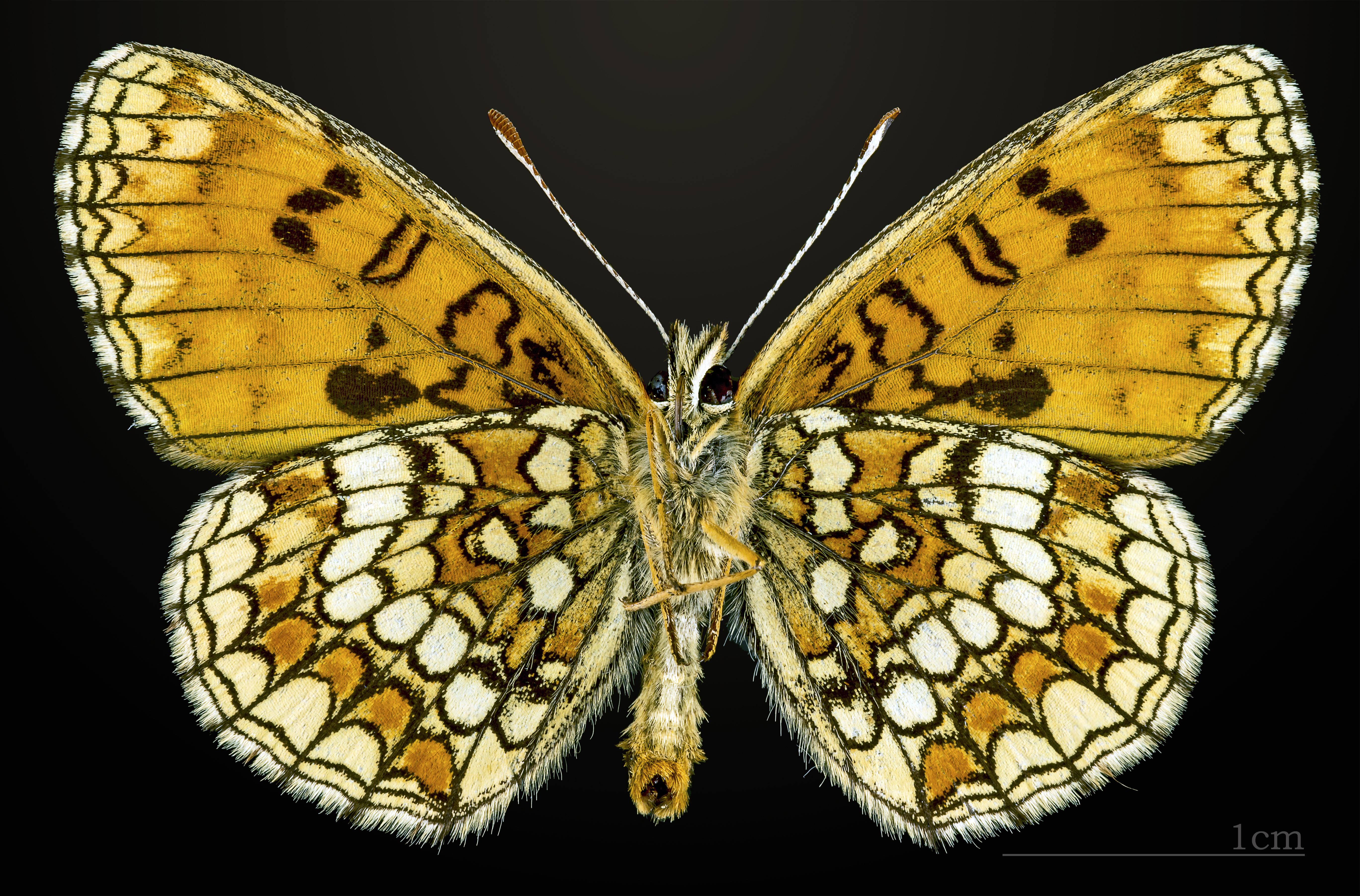
Самець, вентральна (нижня) сторона
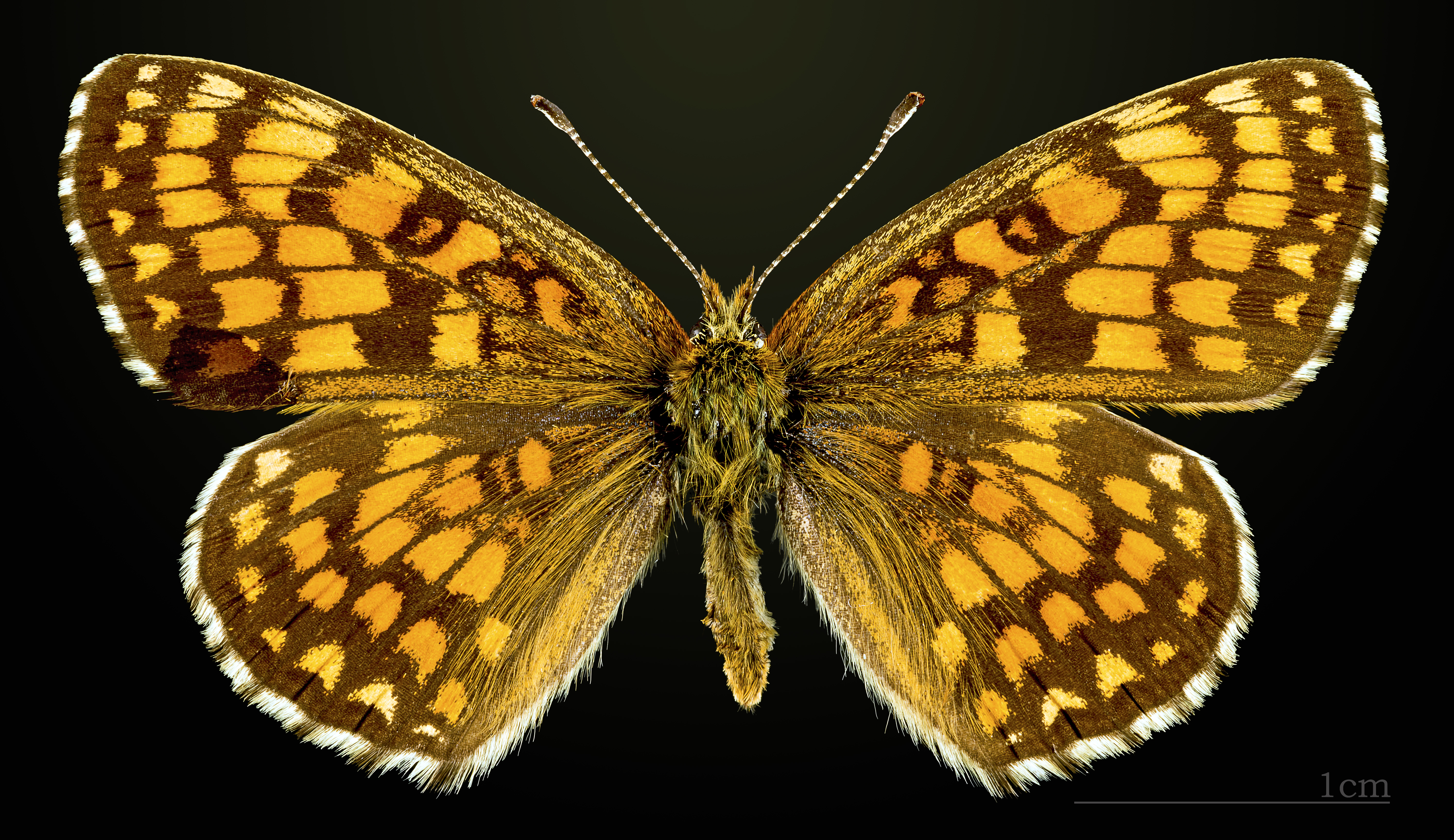
Самиця, дорсальна (верхня) сторона
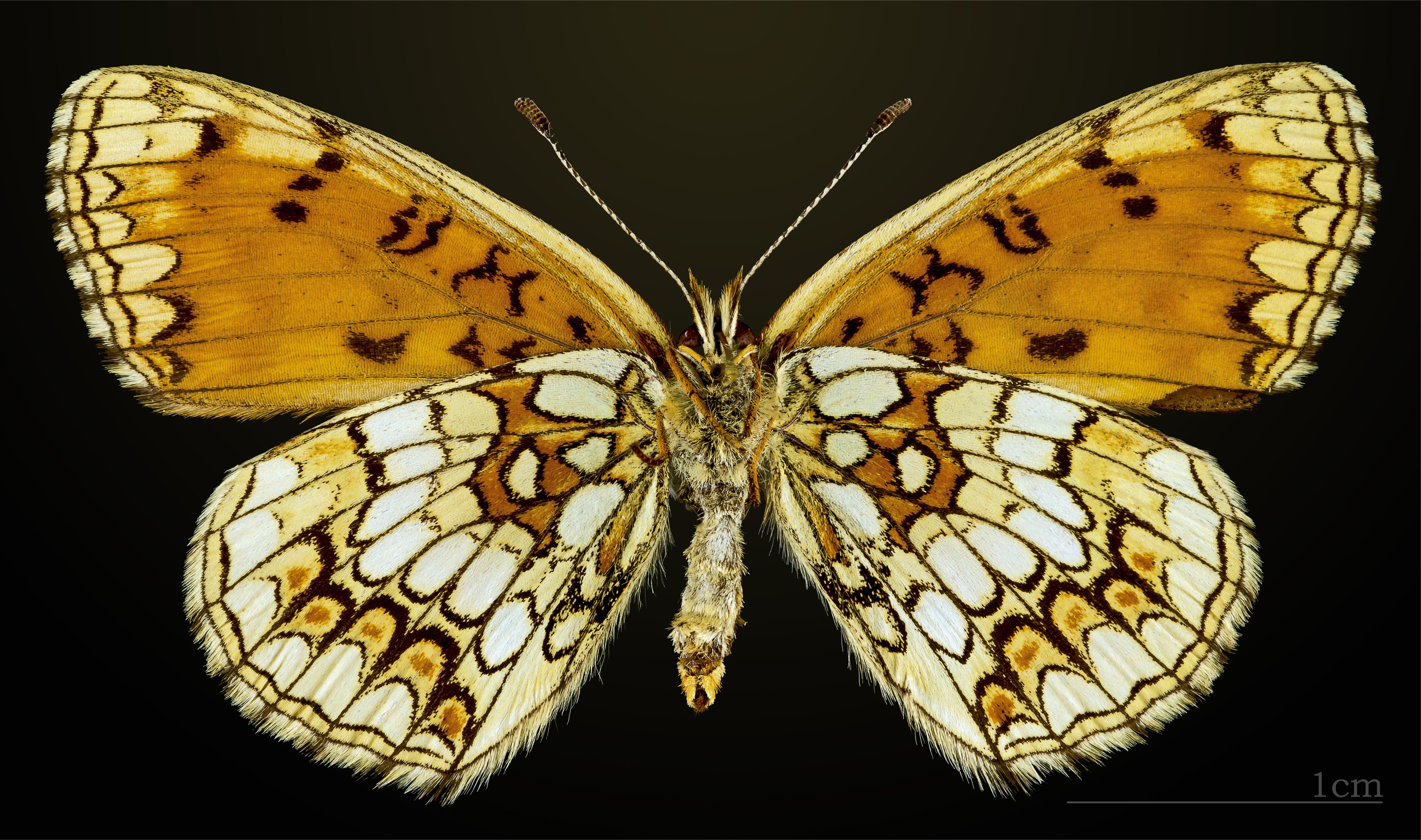
Самиця, вентральна (нижня) сторона
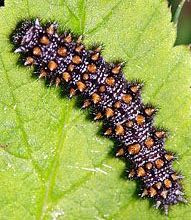
Гусениця
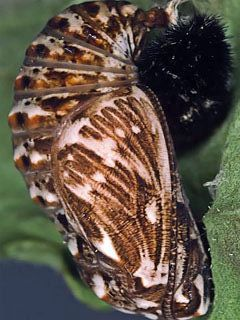
Лялечка

## Підвид
- M. a. athalia
- M. a. norvegica Aurivillius 1888
- M. a. celadussa Frühstorfer 1910
- M. a. dictynnoides (Hormuzaki 1898)
- M. a. lucifuga (Fruhstorfer 1917)

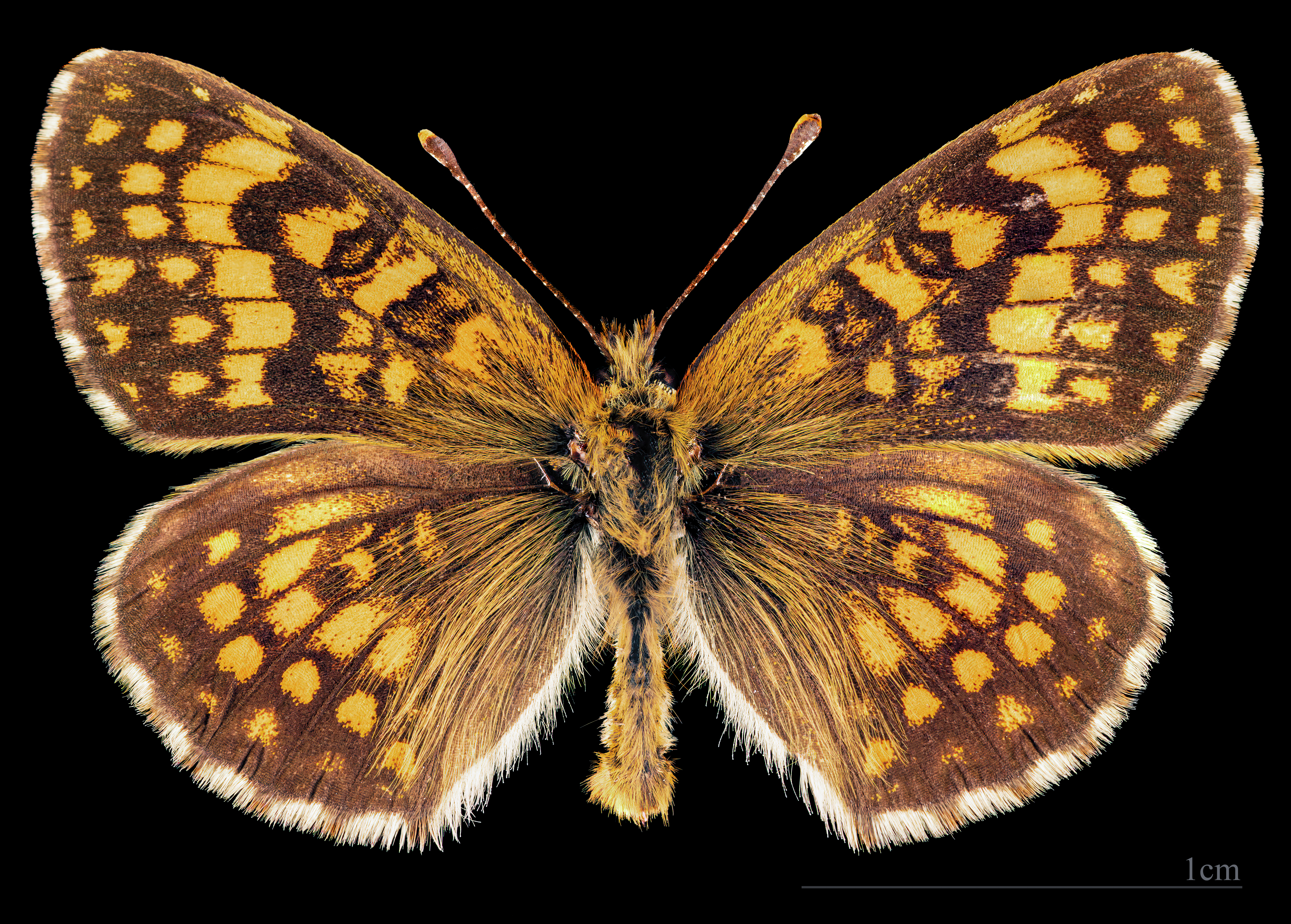
♂
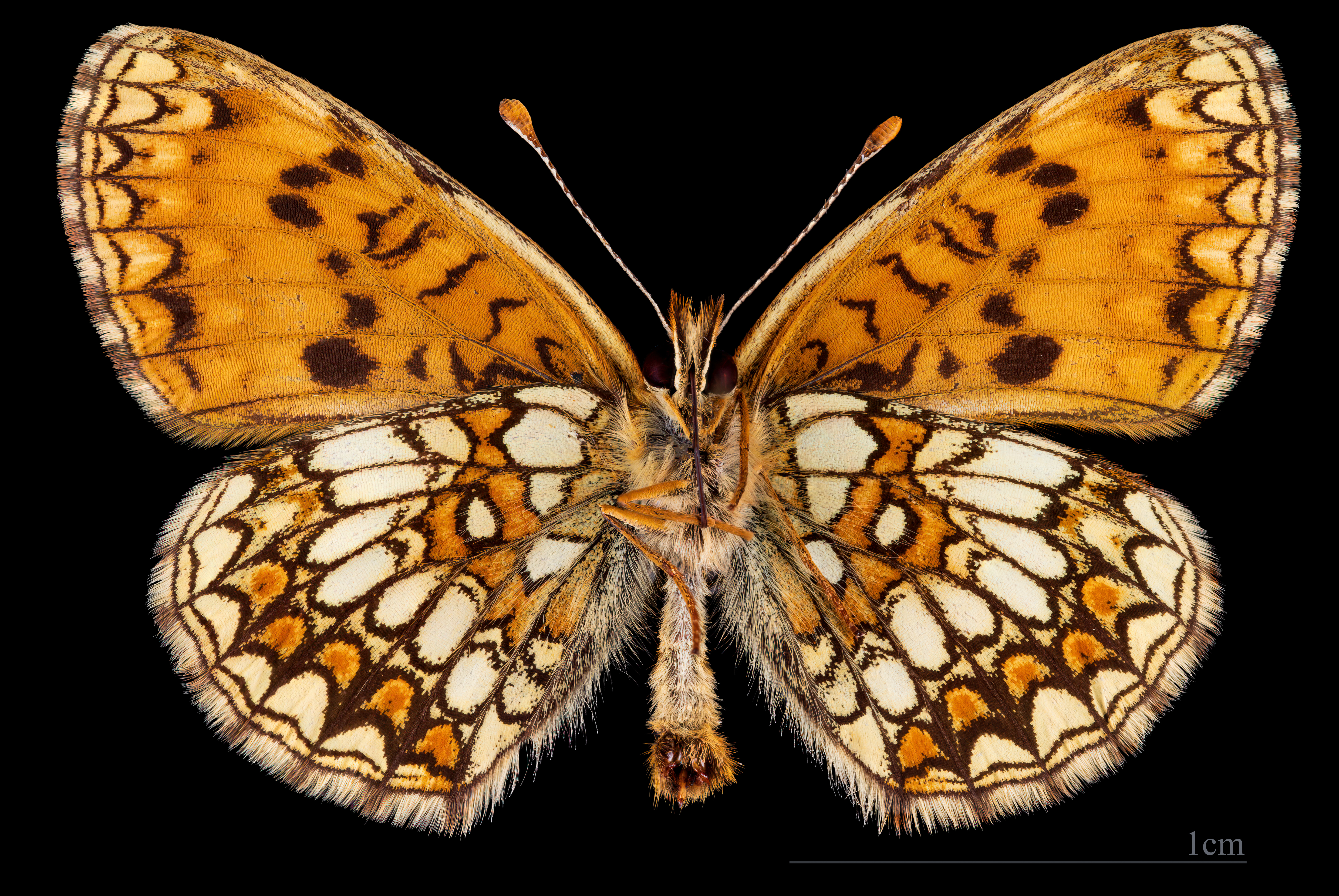
♂ △
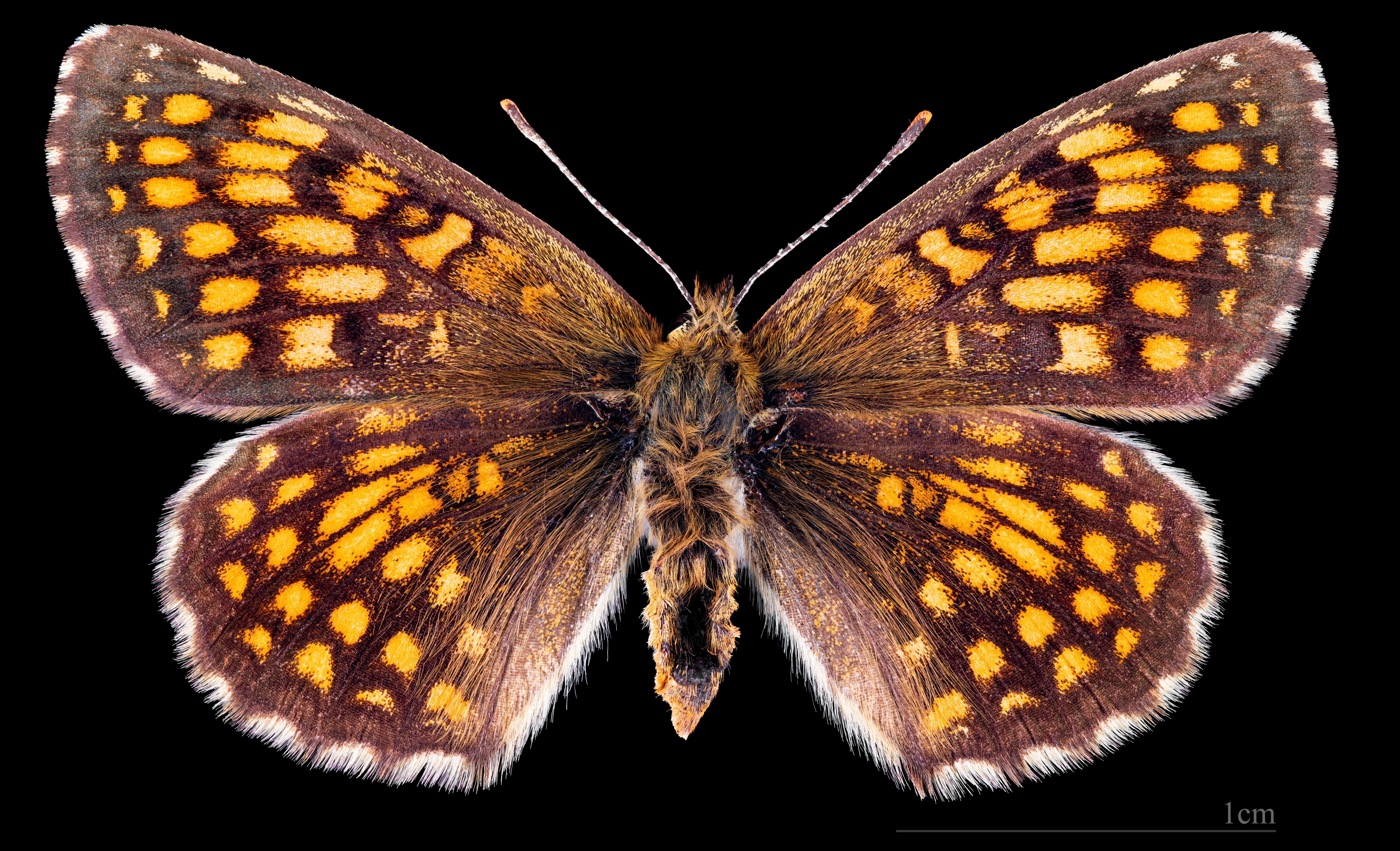
♀
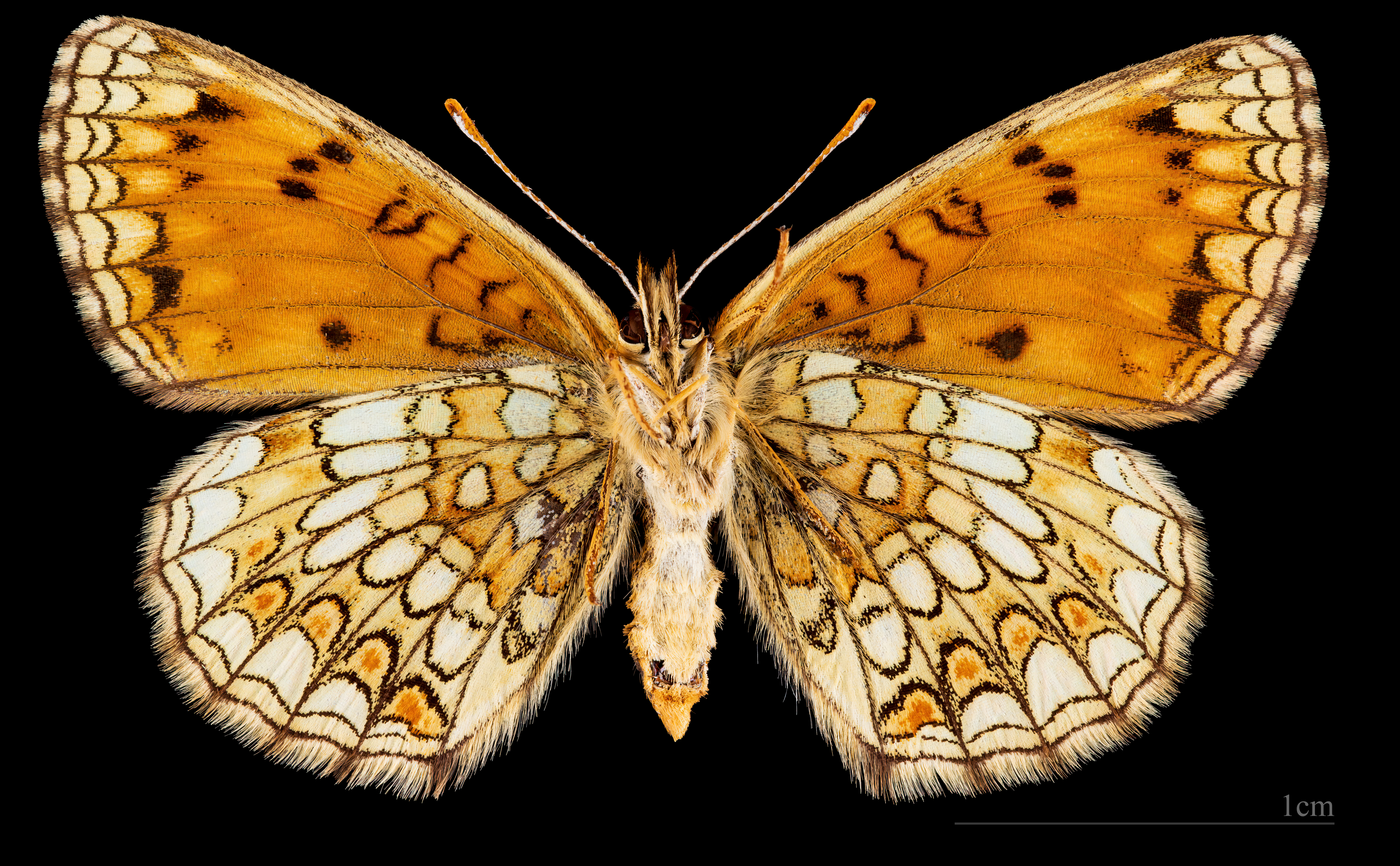
♀ △

- M. a. reticulata Higgins 1955
- M. a. baikalensis (Bremer 1961)
- M. a. hyperborea Dubatolov 1997

Melitaea athalia celadussa

## Спосіб життя
Метелики літають у червні та на початку липня. Трапляються на лісових галявинах, узліссях, в степовій зоні — по долинах великих річок. Гусениці чорні, з білими плямами і рудуватим шипами. Кормові рослини гусениць у Європі:
- Melampyrum pratense
- Digitalis purpurea
- Plantago lanceolata
- Veronica chamaedryas
- Plantago major
- Veronica hederifolia
- Veronica serpyllifolia
- Achillea millefolium
- Plantago alpina
- Veronica montana
- Veronica officinalis
- Veronica spicata
- Melampyrum sylvaticum
- Digitalis ferruginea
- Digitalis lutea
- Linaria vulgaris